# Partito Progressista Unionista di Avanguardia
Il Partito Progressista Unionista di Avanguardia (in inglese Vanguard Unionist Progressive Party, VUPP), noto anche come Avanguardia dell'Ulster (Ulster Vanguard) è stato un partito politico attivo nell'Irlanda del Nord dal 1972 al 1978.
Esso si è affermato come scissione dal Partito Unionista dell'Ulster, di cui non condivideva la politica perseguita dal suo leader, Brian Faulkner. Il nuovo soggetto politico, sorto su iniziativa di William Craig, si serviva di un apparato paramilitare e fu per questo considerato di estrema destra.
Il partito, dopo essersi presentato alle elezioni generali del febbraio 1974 e a quelle dell'ottobre 1974, in occasione delle quali ha ottenuto tre seggi, è ri-confluito nel Partito Unionista dell'Ulster.